# Embajada de España en Sudáfrica
La Embajada de España en Sudáfrica es la máxima representación legal del Reino de España en la República de Sudáfrica. También está acreditada en la República de Madagascar (1994), en Lesoto (1995), las islas Comoras (1997) y la República de Mauricio, también en el año 1997.

## Embajador
El actual embajador es Carlos Fernández-Arias Minuesa, quien fue nombrado por el gobierno de Mariano Rajoy el 24 de junio de 2017.

## Misión diplomática
La embajada española en Sudáfrica se ubica en una de las tres capitales del país africano, Pretoria, sede del poder ejecutivo. La embajada fue establecida en 1960 con carácter residente. Además, España tiene un consulado general en Ciudad del Cabo, capital legislativa del país.

## Historia
España estableció relaciones con Sudáfrica en 1951. Con el paso de los años, el apartheid provocó repudio, rechazo e indignación en el mundo entero. Numerosos países rompieron relaciones diplomáticas y comerciales con Sudáfrica, generando un creciente aislamiento del gobierno sudafricano. No obstante, a partir de 1990 se intensificaron las relaciones entre ambos países, una vez se suprimió el apartheid.

## Demarcación
Actualmente la demarcación de Sudáfrica incluye:
- República de Madagascar: la Embajada no residente fue creada en Antananarivo dependiente de la Embajada española en Adís Abeba, capital de Etiopía. Fue incluida en la demarcación de Kenia entre 1968 y 1991, año en que pasó a depender de la Embajada española en Tanzania. Las relaciones diplomáticas entre ambos países se iniciaron en 1966 y se han basado en la cooperación y en la lucha contra la piratería. Desde 1994 dependen de la Embajada española en Pretoria.
- Reino de Lesoto: las Relaciones España-Lesoto entre ambos países se establecieron en 1976 aunque el primer embajador no residente en Lesoto fue nombrado en 1982, dependiente de la Embajada española en Mozambique. En 1995 Lesoto fue incluido en la demarcación de la Embajada de España en Sudáfrica.
- Unión de las Comoras: las relaciones diplomáticas se establecieron en 1983, y dependieron de la Embajada española en Harare (Zimbabue) hasta 1988 cuando pasaron a depender de la Embajada española en Tanzania. En 1997 pasó a depender de la Embajada española en Pretoria.
- República de Mauricio: España estableció relaciones diplomáticas con Mauricio el 30 de mayo de 1979. El primer embajador no residente fue nombrado en 1982 incluido en la demarcación de la Embajada española en Tanzania. En 1997 los asuntos diplomáticos con la isla Mauricio pasó a depender de la Embajada española en Pretoria.

Con anterioridad la demarcación de Sudáfrica también contenía:
- República de Malawi: España inició relaciones diplomáticas en 1972 cuando se incluyó al país africano dentro de la demarcación de Pretoria, una de las capitales de Sudáfrica. En 1977 pasó a la demarcación de la Embajada española en Tanzania y, finalmente, en 1988, pasó a la demarcación de Zimbabue.